# Georg Boguslav von Koethen
Georg Boguslav von Koethen (* 6. Oktober 1722 in Krampe; † 19. Oktober 1808) war ein preußischer Generalmajor und Chef des Infanterieregiments Nr. 48.

## Leben

### Herkunft
Georg Boguslav war der Sohn von Jürgen Ernst von Koethen (* 17. Juni 1686; † 15. November 1760 in Libbehne) und dessen Ehefrau Ilse Katharina, geborene von Wedel (* 1702; † 7. Dezember 1766 in Libbehne). Sein Vater war Erbherr auf Krampe und Libbehne.

### Militärkarriere
Im Jahr 1738 wurde er Gefreitenkorporal im Infanterieregiment „von der Goltz“ Nr. 5. Am 1. Juni 1740 wurde Koethen in das neuerrichtete Infanterieregiment „Markgraf Heinrich“ Nr. 42 versetzt. Dort wurde er am 22. Juni 1743 Fähnrich und nahm dann am Zweiten Schlesischen Krieg teil. Am 8. Mai 1746 wurde er Sekondeleutnant und am 6. September 1755 Premierleutnant. Während des Siebenjährigen Krieges kämpfte er bei Prag und Kolin. In Kolin wurde er als tot auf dem Schlachtfeld zurückgelassen, erst Plünderer bemerkten, dass er noch am Leben war. Er erholte sich wieder, wurde am 23. Mai 1759 Stabskapitän und schon am 7. Juli 1760 Kapitän und Kompaniechef.
Am 1. Oktober 1775 wurde er Major und am 1. Dezember 1776 Bataillonskommandeur. Als solcher nahm er am Bayerischen Erbfolgekrieg teil. Am 4. Oktober 1784 wurde er Oberstleutnant und am 23. März 1786 Kommandeur des Infanterieregiments „Markgraf Heinrich“ Nr. 42. Am 27. Mai 1787 wurde er Oberst und wurde anlässlich der Revue am 1. September 1788 in Neisse mit dem Orden Pour le Mérite ausgezeichnet. Am 20. Mai 1792 wurde er mit Patent vom 28. Mai 1792 zum Generalmajor befördert. Kurz danach am 4. Juli 1792 wurde er zum Chef des Infanterieregiments „von Schliffen“ Nr. 48 ernannt. Koethen zog dann noch in den Ersten Koalitionskrieg, aber am 14. August 1797 erhielt er seine Demission mit einer Pension von 1200 Talern. Mit dem verlorenen Krieg von 1806 wurde seine Pension noch auf die Hälfte gekürzt. Er starb ab 19. Oktober 1808.
Der General war von sehr kleiner Statur, galt aber als tüchtiger Exerziermeister.

### Familie
Koethen heiratete am 24. Februar 1763 Justine Juliane von Sanitz (* 1731 in Braunsfelde; † 12. Oktober 1790 in Neisse) aus dem Haus Braunsfelde.  Ihre Eltern waren Ludwig von Sanitz und Barbara Hedwig von Koethen aus dem Haus Libbehnen.